# 东周君
東周君（？—？），姬姓，本名及諡號均不詳，有時稱東周末君，是战国时期東周国最後一任君主，於前249年被秦国所滅，周朝徹底滅亡。

## 称呼

### 爵位
東周君是周赧王時代的东周国君主。小说《東周列國志》称他为公後貶號為君。雖然公也是當時國君的通稱，但史书均称他为君。

## 地位问题
周赧王驾崩后，东周国又存在了七年，但自周成王以来一直保存在畿内的九鼎（九鼎为天下共主的象徵），卻在周赧王崩后被秦昭襄王取走了，因此周朝被认为于前256年灭亡。

## 结局
據《秦本紀》及《秦始皇本紀》附錄《秦記》記載，周赧王驾崩后七年，东周君联合诸侯伐秦，失败，统治地区并入秦国。被吕不韦弑杀。后人的去往有两种说法：一说被其迁居阳人聚，为周先王守祀；又一说，秦国将其弑杀之后，立其后为东周君，迁之于阳人聚，以延周祀。